# Lasionycta
Lasionycta is een geslacht van vlinders van de familie Uilen (Noctuidae), uit de onderfamilie Hadeninae.

## Soorten
- L. alberta Barnes & Benjamin, 1923
- L. albinuda Smith, 1903
- L. arietis Grote, 1879
- L. benjamini Hill, 1927
- L. conjugata Smith, 1899
- L. discolor Smith, 1899
- L. imbecilla (Fabricius, 1794)
- L. impar (Staudinger, 1870)
- L. impingens Walker, 1857
- L. infuscata Smith, 1899
- L. insolens Grote
- L. klotsi Richards, 1943
- L. lagganata Barnes & Benjamin, 1924
- L. leucocycla (Staudinger, 1857)
- L. luteola Smith, 1894
- L. macleani McDunnough, 1927
- L. marloffi Dyar, 1922
- L. membrosa Morrison, 1875
- L. mutilata Smith, 1898
- L. ochracea Riley, 1892
- L. perplexa Smith, 1887

- L. phoca Möschler, 1864
- L. promulsa Morrison, 1875
- L. proxima (Hübner, 1809)
- L. quadrilunata Grote, 1874
- L. rainieri Smith, 1900
- L. secedens (Walker, 1858)
- L. sedilis Smith, 1899
- L. skraelingia (Herrich-Schäffer, 1852)
- L. staudingeri (Aurivillius, 1891)
- L. subdita Möschler, 1860
- L. subfuscula Grote, 1873
- L. uniformis Smith, 1894
- L. wyatti Barnes & Benjamin, 1926